# サムロン駅
サムロン駅（サムロンえき、タイ語:สถานีสำโรง）は、タイ王国のサムットプラーカーン県ムアンサムットプラーカーン郡にあるバンコク・スカイトレイン（BTS）スクムウィット線、及びイースタン・バンコク・モノレールイエローラインの駅。
駅番号は「E15」、「YL23」。

## バンコク・スカイトレイン

### 概要

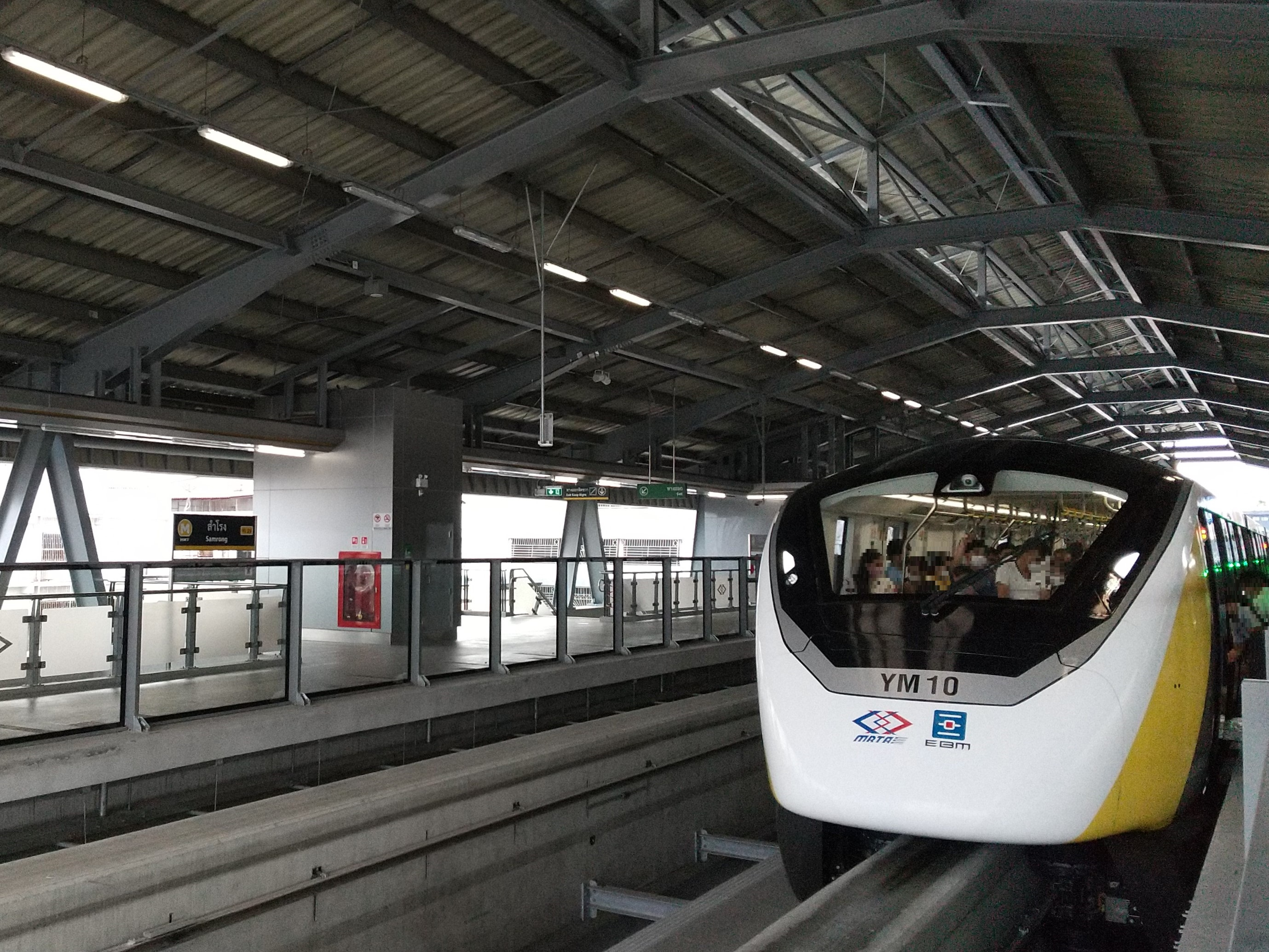
駅ホームと車両

2017年4月3日にベーリング駅から延伸し、初めてバンコク以外にBTSの駅が設けられた。
2018年12月6日に、当駅 - ケーハ駅（E23）間が延伸開業し中間駅となった。スクムウィット線では基本は全線通し運転を行うが、平日ダイヤでの朝ラッシュ時と夕方16時半ごろ〜20時ごろ、土曜・日曜・祝日ダイヤの昼前から21時ごろまでにおいてはモーチット - サムロン駅間の区間運転列車もある。そのため、駅ホームでは、誤乗防止のため時間帯によって係員が肉声で案内を行っている。

### 駅構造
- スクムウィット通り上の高架線にあるBTSでは珍しい島式ホームで、1面2線を有する高架駅。BTSで当駅の他に島式ホームである駅はサイアム駅、ハーイェーク・ラプラオ駅、ワット・プラシーマハタート駅のみである（※2022年1月時点）。
  - 多客時の対策として、ホーム幅は既存駅の2つの相対式ホームを足した幅よりも大きい約15 mとしている。
- ホームエレベーター設置駅。
- 可動式ホーム柵によるホームドア設置駅。駅開業当初はなかったが、のち追設された。
- 開業当初は北改札口のみの運用（南改札口は準備工事のみ）であったが、現在は南北とも改札口が使用されている。
- 上記折り返し運転のため、ケーハ方面（南側）に引き上げ線を備える。

### 駅階層

Samrong Station Traditional sign

| 3階                              |                                                |                        |
| 1番線・上り■スクムウィット線     | ケーハ方面                                     |                        |
| 島式ホーム（可動式ホーム柵設置） |                                                |                        |
| 2番線・下り■スクムウィット線     | アソーク、サイアム、ハーイェーク・ラプラオ方面 |                        |
| 2階                              | コンコース                                     | 自動券売機、自動改札口 |
| 1階                              | 出入口                                         | スクムウィット通り     |

## MRT

### 概要
2023年のイエローライン開通に伴い開業した。
国有企業タイ大量高速輸送公社(MRTA)が管理し、BTSグループ子会社のイースタン・バンコク・モノレール社が運営する。

### 歴史
- 2023年6月3日 フアマーク駅 - サムロン駅間の公開試運転を開始[4]
- 2023年7月3日 【開業】ラートプラーオ駅 - サムロン駅(30.4 km)

### 駅構造
- 相対式ホーム2面2線を有する高架駅である。
- バンコク・スカイトレインのサムロン駅とは高架の連絡通路で接続する。
- ラートプラーオ駅とは異なり、留置線を持たない。ラートプラーオ寄りに片渡り分岐器を2つ備える。

## 乗り継ぎ
スクムウィット線、イエローラインどちらも運行会社は同系列に属しているが、当駅で乗り継ぐ場合は割引制度がなく、乗車距離を通算する制度もないので、両線ごとの運賃が合算される。ラビット・カードを利用して乗車する場合も同様（2025年現在）。

## 廃駅
パークナーム鉄道（パクナム鉄道） -  1960年廃止まで、スクムウィット通りの西側約300 mにある平行道路を走っており、サムロン川右岸に当時のサムロン駅があったとされる。この道路はパークナーム鉄道通り（泰）ถ. ริมทางรถไฟปากน้ำと呼ばれている。 

## 駅周辺
- サムロン警察署（駅前）

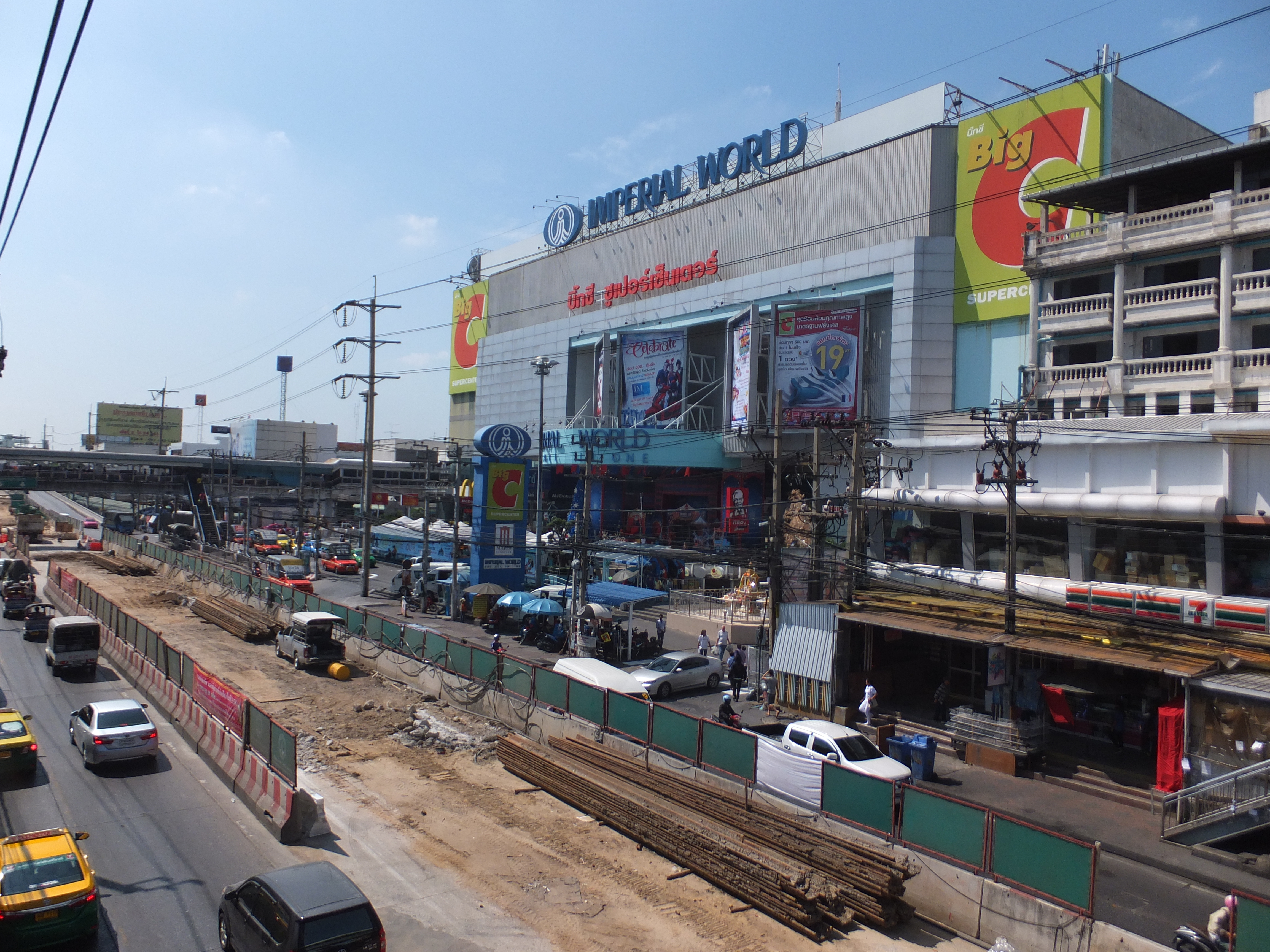
インペリアル・ワールド
BTS建設中(2015年)

- インペリアル・ワールド サムロン（北 400m） - ショッピングセンター。Big Cなどが入居

## 路線バス
駅直下のスクムウィット通りには、各社路線バスが運行されている。

## ギャラリー

### バンコク・スカイトレイン

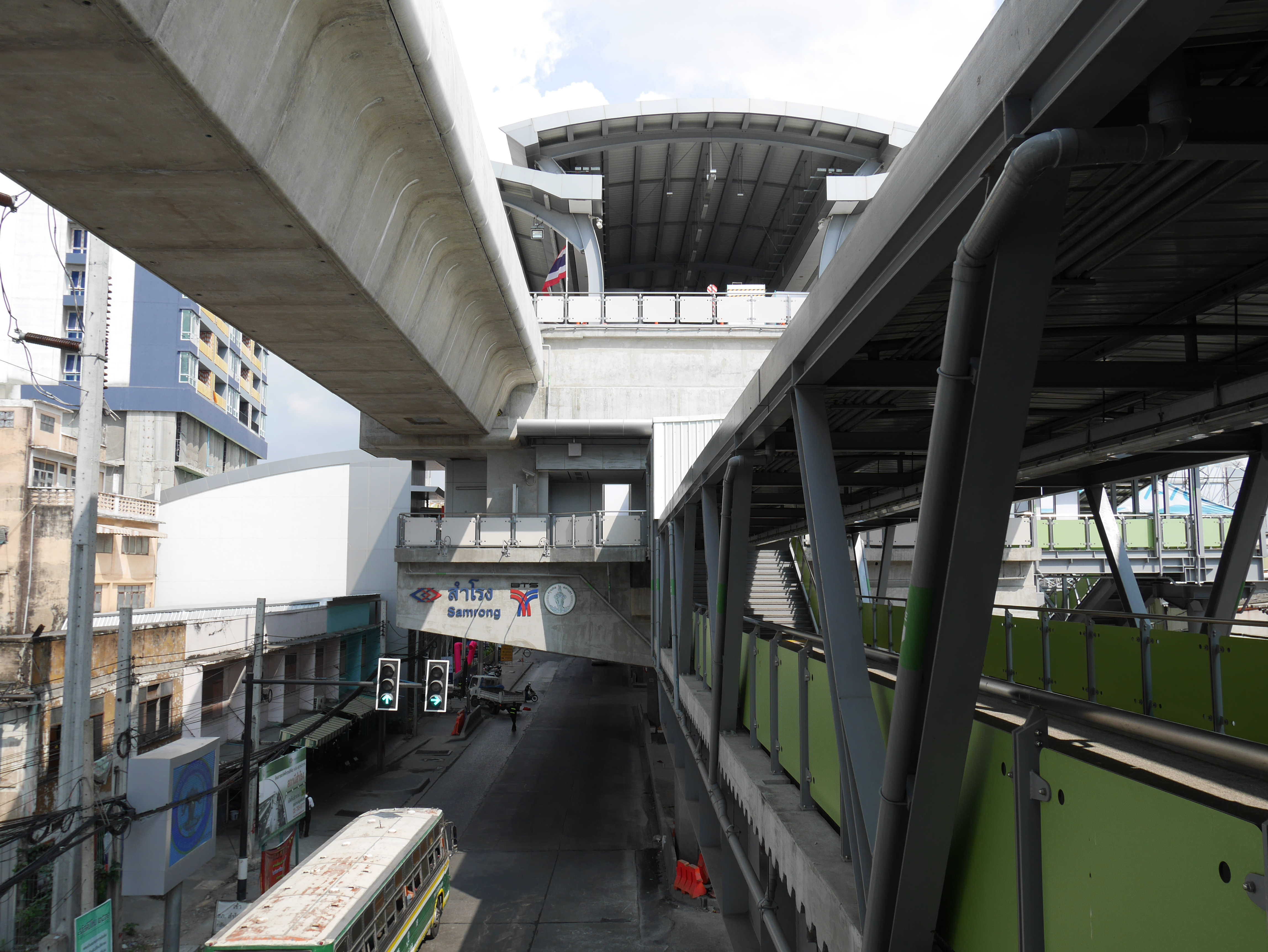
駅外観（南側。歩道橋より）
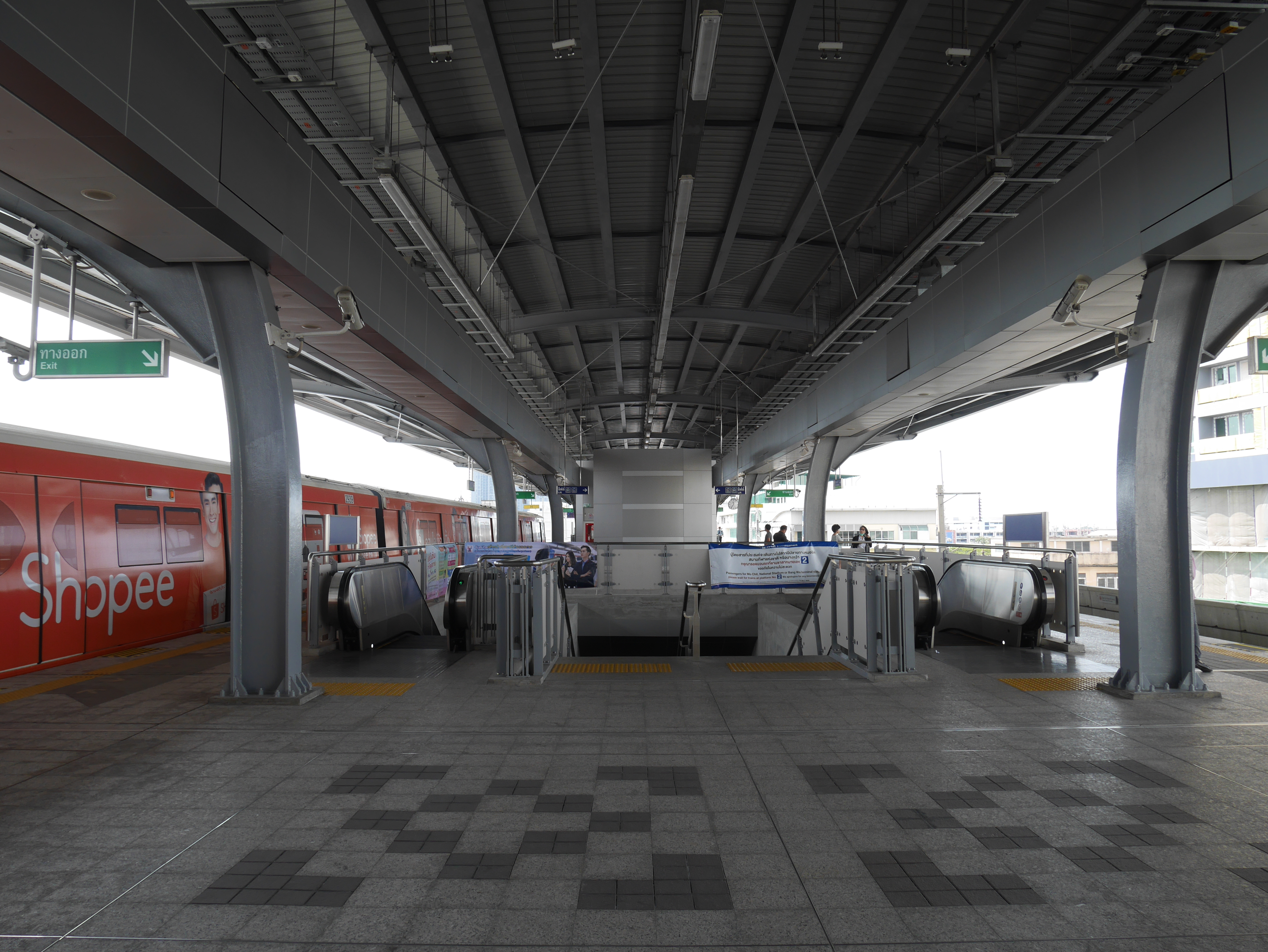
ホーム（左は2番線※2018年1月時点、現在はホームドア設置）
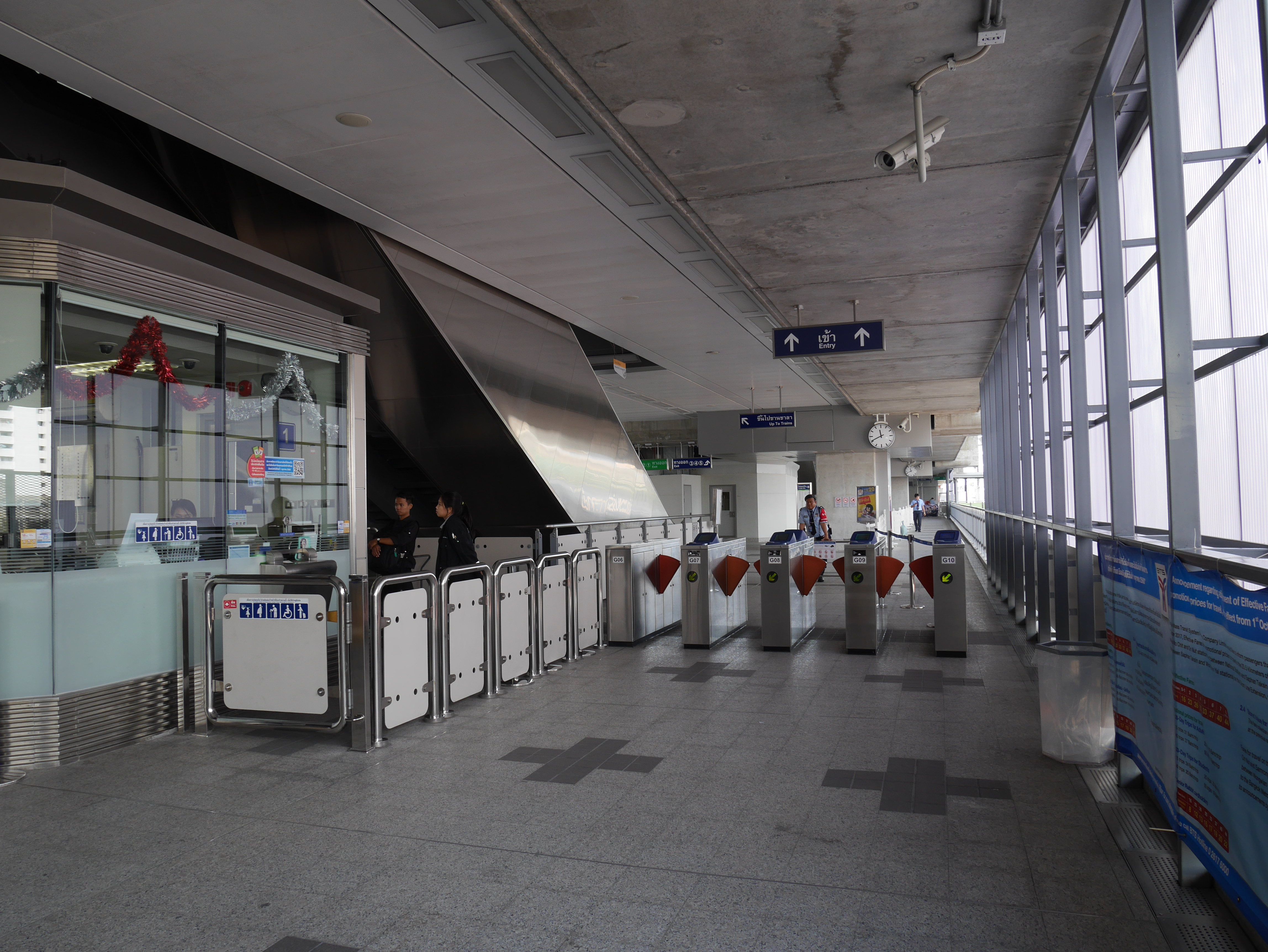
北改札口（2018年1月時点。右端の隙間が暫定自由通路）
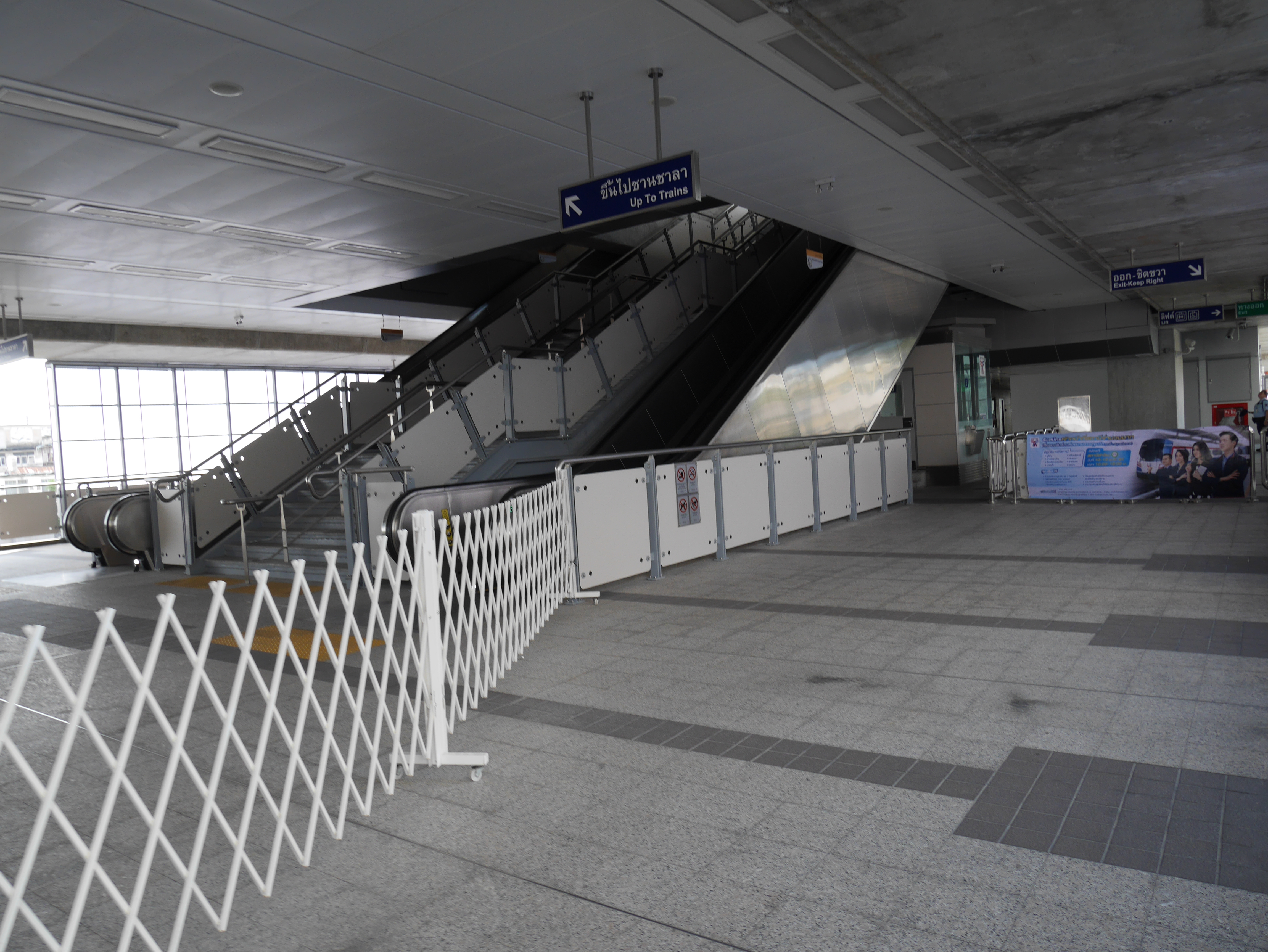
コンコース（南側、2018年1月時点。手前側は暫定自由通路）
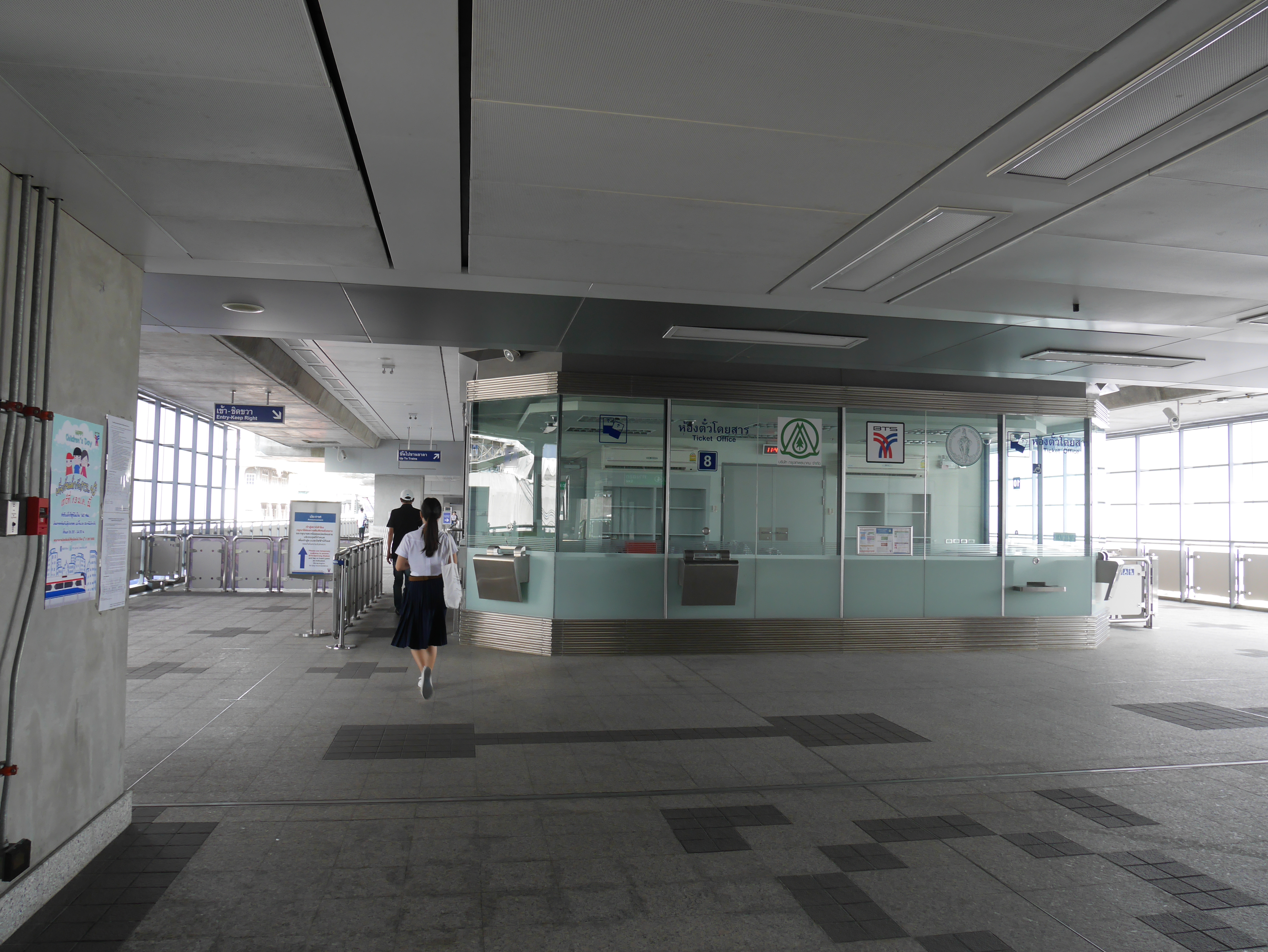
南改札口（2018年1月時点の未供用時代のもの）
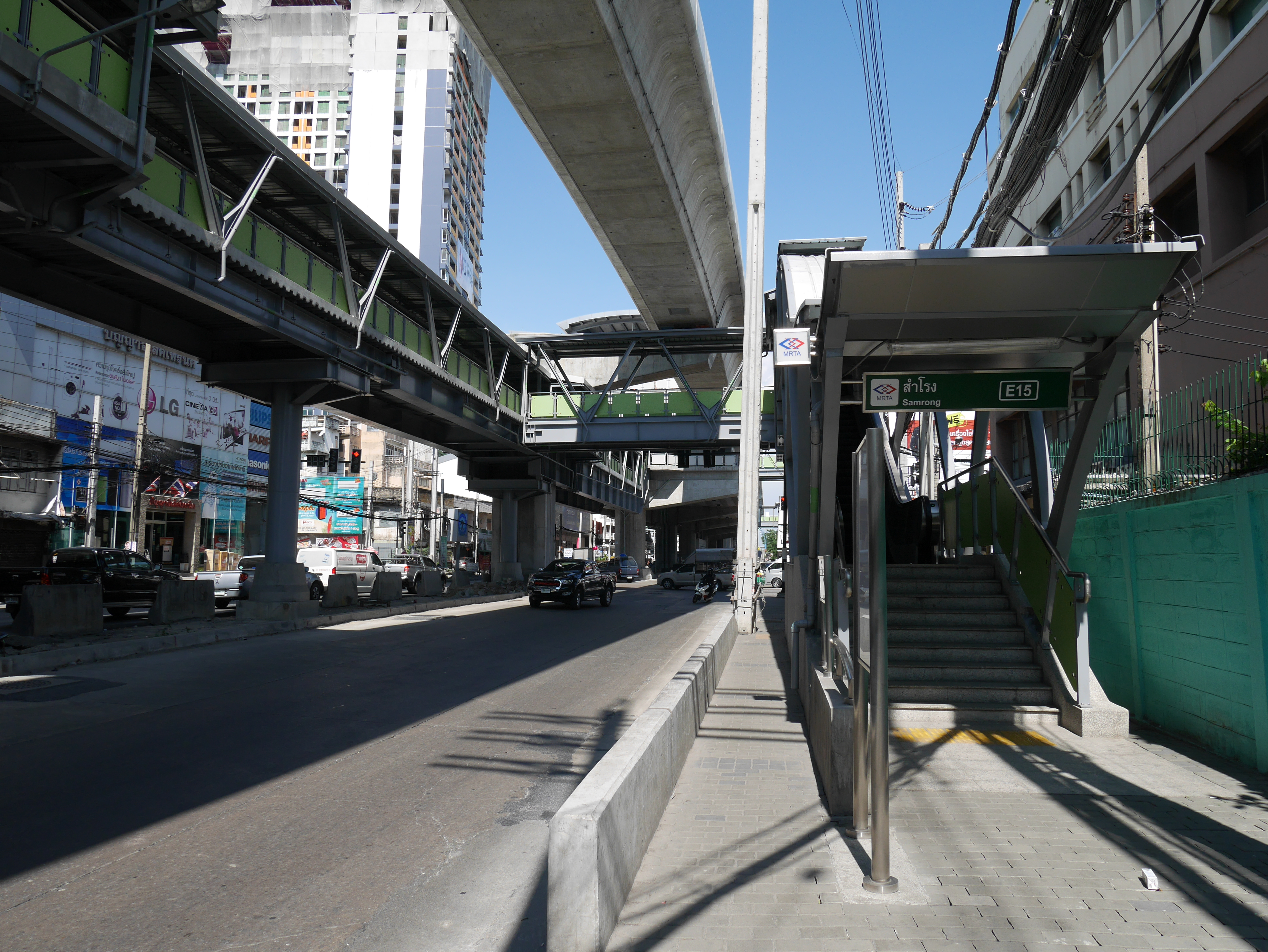
駅出入口（南側）
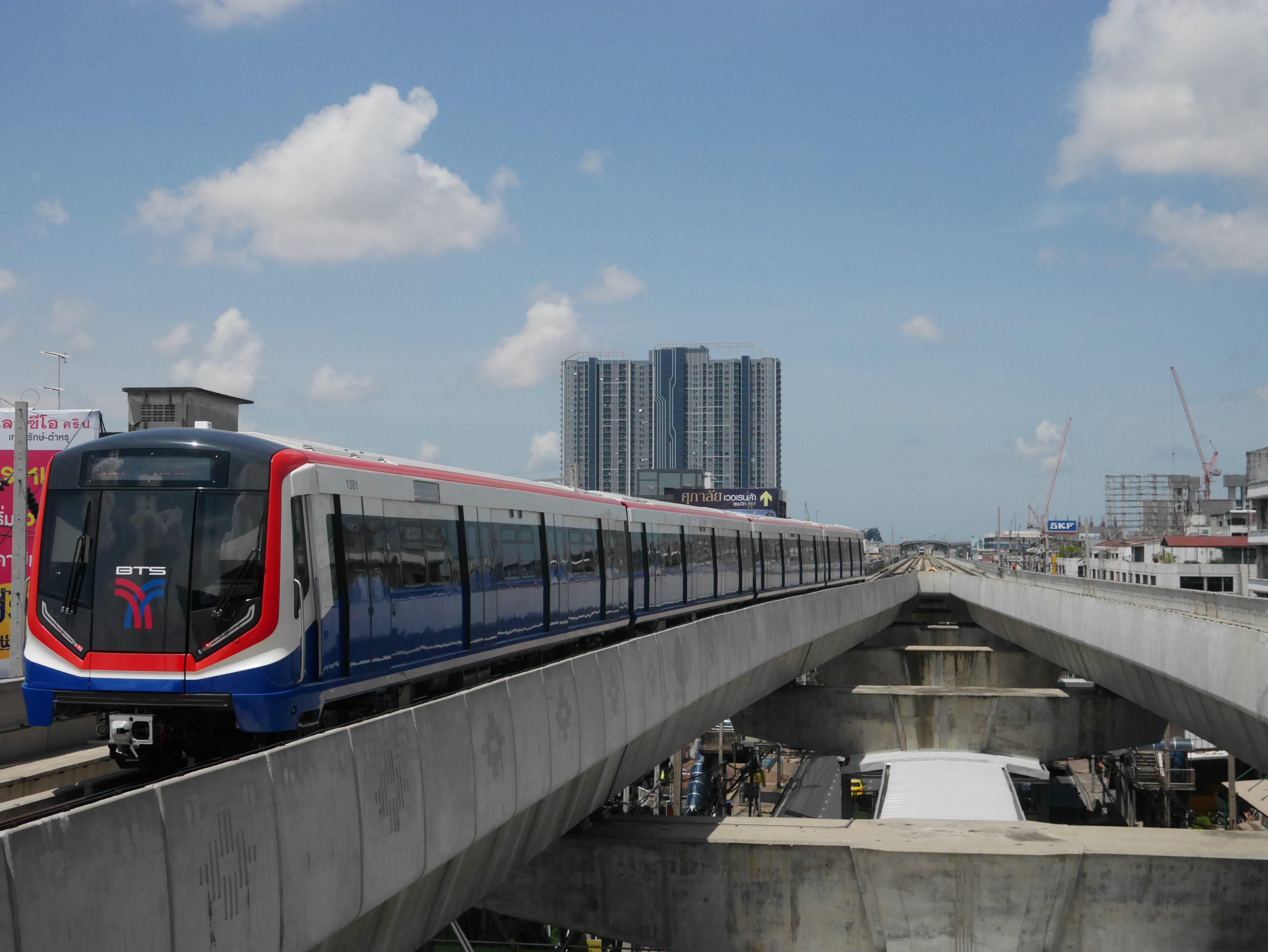
プーチャオ駅（南）方向 引き上げ線がみえる